# Józef Arentowicz
Józef Arentowicz (ur. 16 marca 1893 w Krzepczowie, zm. 14 lipca 1972 we Włocławku) – polski urzędnik, metrolog, historyk i działacz społeczny. Twórca prywatnego Muzeum Miar we Włocławku.

## Życiorys

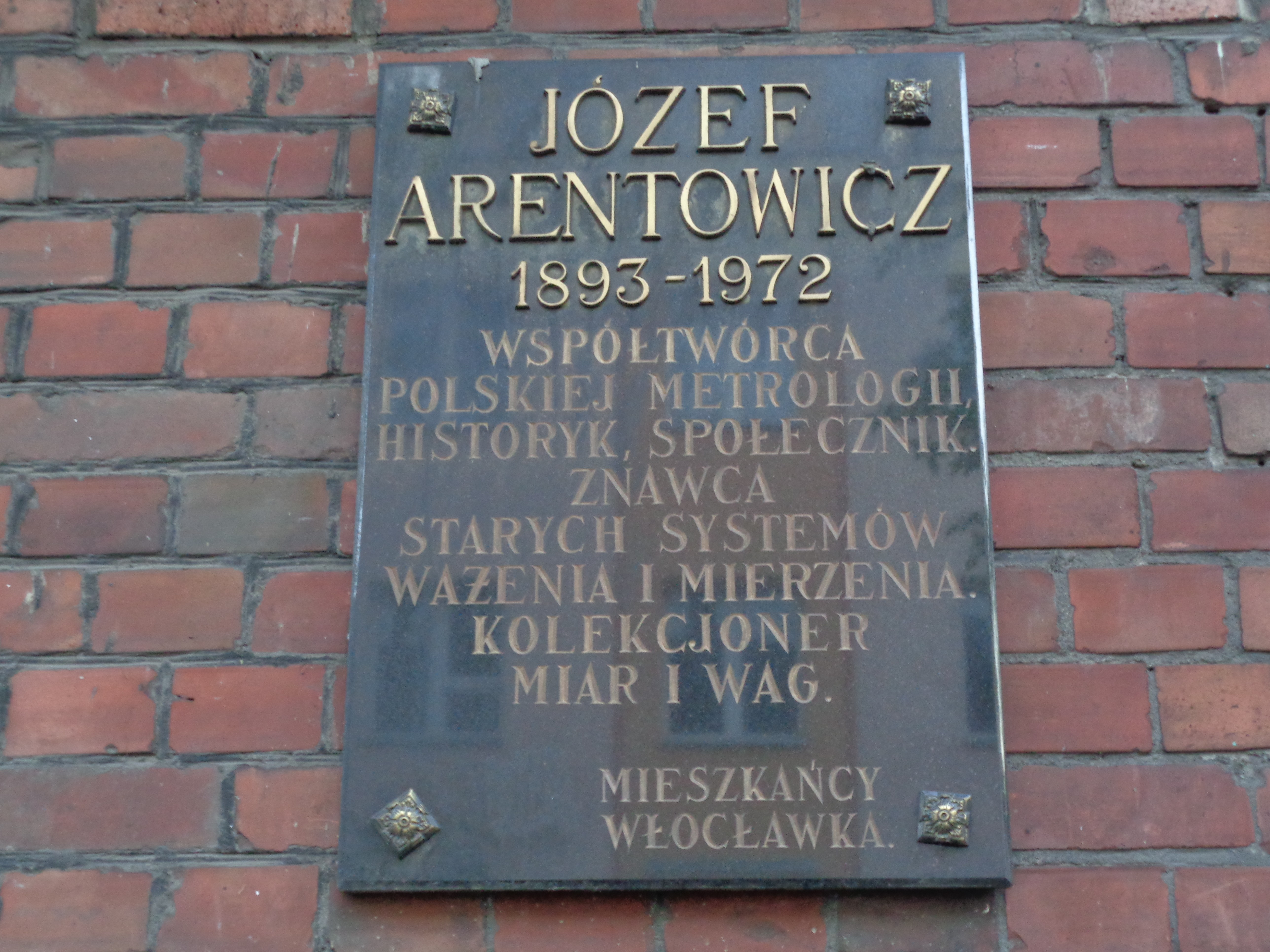
Tablica upamiętniająca Józefa Arentowicza na ścianie budynku przy ul. Bojańczyka 29 we Włocławku

Urodził się w rodzinie rolników Leonarda Arentowicza i zd. Franciszki Sutorowskiej. Miał starsze rodzeństwo: siostrę Cecylię i brata Zdzisława. Jego dziadek był uczestnikiem Powstania Styczniowego.
W wieku 8 lat rodzice wysłali go do Włocławka, gdzie zamieszkał u dziadków. We Włocławku ukończył 4 klasy szkoły realnej, a następnie rozpoczął naukę w Gimnazjum Handlowym. W 1911 roku z powodu trudnych warunków materialnych przerwał naukę. W latach 1911–1912 pracował w Fabryce Motorów Wagner w Łodzi. Od 1912 do 1914 roku był urzędnikiem w fabryce L. Geyer w Łodzi. Po wybuchu I wojny światowej przeniósł się do rodzinnej wsi pod Henrykowem, gdzie przez 4 lata zajmował się gospodarstwem rolnym swoich rodziców. Po zakończeniu wojny uczestniczył w tworzeniu Okręgowego Urzędu Miar w Lublinie.
W latach 1920–1927 był kierownikiem Urzędu Miar w Piotrkowie Trybunalskim. To właśnie wtedy zaczął interesować się historią miar polskich i obcych oraz rozpoczął ich gromadzenie. W 1927 roku przeniósł się do Włocławka, gdzie do przejścia na emeryturę w 1961 roku pracował jako naczelnik Obwodowego Urzędu Miar.
Podczas kampanii wrześniowej Arentowicz ukrywał się we Włocławku i w Warszawie. W październiku 1939 r. powrócił do Włocławka, gdzie został natychmiast aresztowany i osadzony w więzieniu. Po kilku miesiącach został zwolniony z więzienia i skierowany do przymusowej pracy w niemieckim Urzędzie Miar we Włocławku.
Po wyzwoleniu Włocławka 20 stycznia 1945 roku, już w lutym zaczął organizować na nowo Obwodowy Urząd Miar we Włocławku. W latach 40. Arentowicz został powołany przez Główny Urząd Miar do komisji historycznej, która miała na celu utworzenie centralnego muzeum metrologicznego. W ten sposób Arentowicz przyczynił się do rozwoju Muzeum Miar w Warszawie.
Nawet po przejściu na emeryturę doradzał pracownikom Urzędu Miar.
Był autorem prac pt. Miary polskie i Z przeszłości uzdrowiska Wieniec.
Zmarł 14 lipca 1972 roku we Włocławku. Został pochowany na cmentarzu komunalnym we Włocławku, w kwaterze 83Z/16/318.

## Muzeum
Przez cały okres swojej pracy w Obwodowym Urzędzie Miar we Włocławku, zajmował się gromadzeniem zabytkowych miar i wag. W ten sposób zainicjował powstanie jedynego wówczas w Polsce prywatnego muzeum tego typu.
W latach 1927–1939 część zbiorów przekazał Muzeum Ziemi Kujawskiej i Dobrzyńskiej we Włocławku.
W latach 30. Arentowicz posiadł zbiory byłego komunalnego Urzędu Miar we Włocławku działającego w latach 1846–1900. Na ich podstawie ustalił, że miary na Kujawach w II połowie XIX wieku były ustalane w oparciu o stosunki gospodarcze panujące w regionie. Z uwagi na te spostrzeżenia, zbiór ten przekazał do Muzeum Przemysłu i Rolnictwa w Warszawie, gdzie wyodrębniono je w osobnym dziale metrologicznym. Podczas Powstania Warszawskiego uległy one zniszczeniu.
Prywatne Muzeum Miar Józefa Arentowicza zostało otworzone 14 grudnia 1963 roku. W zamyśle kolekcjonera miało służyć za pomoc szkolną na zajęciach fizyki, chemii, matematyki i historii.
Wśród eksponatów muzeum znalazły się m.in.:
- bezmiany oznaczone w funtach rosyjskich, pruskich i polskich z XVIII wieku.
- wagi równoramienne, uchylne, stołowe i sprężynowe.
- gęstościomierze do pomiarów objętości zboża.
- odważniki: libry i funty z przełomu XVIII i XIX wieku produkcji francuskiej, pruskiej, austriackiej, angielskiej i rosyjskiej.
- kwarty i kwaterki z XIX i XX wieku.
- pierwsze wzorce kilograma polskiej produkcji z 1919 r.
- miary długości z XX wieku produkcji polskiej, angielskiej i austriackiej
- ornamentowane kufle z XIX i XX wieku[2].

Całość kolekcji tworzyło blisko 1000 eksponatów. Po śmierci Józefa Arentowicza w 1972 roku została ona zakupiona przez Muzeum Ziemi Kujawskiej i Dobrzyńskiej we Włocławku. Część zbiorów znajduje się też dziś w Muzeum Dawnego Kupiectwa w Świdnicy i Muzeum Miar przy Polskim Komitecie Normalizacji Miar w Warszawie.

## Działalność społeczna
W okresie dwudziestolecia międzywojennego Arentowicz roztaczał szeroką działalność społeczną. Był działaczem Polskiego Czerwonego Krzyża, Ligi Ochrony Przyrody i Polskiego Towarzystwa Krajoznawczego.
W dobie Polskiej Rzeczypospolitej Ludowej powrócił do działalności w Polskim Czerwonym Krzyżu. Zaangażował się też w pracę na rzecz Ligi Morskiej, Towarzystwa Przyjaźni Polsko-Radzieckiej i związków zawodowych. Współorganizował Polskie Towarzystwo Historyczne we Włocławku, a w latach 1959–1966 był jej prezesem.
W 1945 roku przystąpił do Stronnictwa Demokratycznego.

## Życie prywatne
Był mężem Zofii Pinko (1892-1972), z którą miał czwórkę dzieci: Jolantę Droszyńską (1928-2017) oraz Andrzeja, Janusza i Bogumiła Arentowiczów.

## Odznaczenia i upamiętnienie
W 1937 r. odznaczono go Srebrnym Krzyżem Zasługi. W okresie PRL otrzymał Złoty Krzyż Zasługi i Krzyż Kawalerski Orderu Odrodzenia Polski.
W 2004 roku na elewacji budynku przy ul. Bojańczyka 29 we Włocławku, w którym mieszkał Józef Arentowicz, odsłonięto tablice jego pamięci.